# Andra generationens reaktor
Andra generationens reaktor (Gen II-reaktor) är en designklassificering av kärnreaktorer och hänvisar till den klass av kommersiella reaktorer som byggdes fram till slutet av 1990-talet. Bland generation II-reaktorer räknas prototyper och tidiga versioner av PWR, CANDU, BWR, AGR, RBMK och VVER.
Dessa står i kontrast till generation I-reaktorer, vilket hänvisar till tidiga kraftreaktorer, som Shippingport, Magnox/UNGG, AMB, Fermi 1 och Dresden 1. Den sista kommersiella Gen I-kraftreaktorn var Wylfa Nuclear Power Station, som stängdes i slutet av 2015. Nomenklaturen för reaktorkonstruktioner, som beskriver fyra "generationer", föreslogs av det amerikanska energidepartementet som införde konceptet med generation IV-reaktorer.
Beteckningen generation II+-reaktor används ibland för moderniserade generation II-konstruktioner byggda efter 2000 (t.ex. kinesiska CPR-1000), i konkurrens med dyrare generation III-reaktorkonstruktioner. Moderniseringen inkluderar vanligtvis förbättrade säkerhetssystem och en livstidsförlängning.
Generation II-reaktorkonstruktioner hade i allmänhet en ursprunglig designlivslängd på 30 eller 40 år. Livslängden användes för kalkylen av den period under vilken investeringen för att uppföra anläggningen skulle betalas av. Men många generation II-reaktorer förlängs till 50 eller 60 år, och en andra livslängd upp till 80 år kan också vara ekonomiskt lönsam i många fall. År 2013 hade cirka 75 % av de fortfarande fungerande amerikanska reaktorerna beviljats livslängdslicenser till 60 år.
Tjernobyls reaktor nr 4 som exploderade var en generation II-reaktor (RBMK-1000).
Fukushima Daiichis tre förstörda reaktorer var generation II-reaktorer; specifikt Mark I kokvattenreaktorer (BWR) designade av General Electric. År 2016 kopplades enhet 2 vid Watts Bar Nuclear Generating Station till elnätet och kommer sannolikt vara den sista generation II-reaktorn som driftsätts i USA.